# 蔡約
蔡約（457年—500年），字景撝，濟陽郡考城縣（今河南省商丘市民權縣東）人。南朝宋祠部尚書蔡廓孫、征西將軍、開府儀同三司、荊州刺史蔡興宗子。南齊大臣，有弟蔡撙。

## 生平
蔡約獲指婚宋孝武帝女安吉公主，拜駙馬都尉。後曾任安成王劉準的車騎行參軍及驃騎行參軍，南朝宋末年為蕭道成司空東閣祭酒及太尉主簿。昇明三年（479年）蕭道成獲封齊公、建立齊國後蔡約轉任世子中舍人，同年蕭道成篡宋建齊，蔡約隨轉太子中舍人，後歷任鄱陽王友、竟陵王蕭子良的鎮北和征北諮議領記室、中書郎、司徒右長史、黃門郎領本州中正、新安郡太守、黃門郎領射聲校尉、直常侍領驍騎將軍、太子中庶子領屯騎校尉。永明十一年（493年），皇太子蕭長懋去世，同年蕭長懋子蕭昭業獲立為皇太孫，蔡約仍以中庶子領屯騎校尉。及後外任為宜都王蕭鏗的冠軍長史、淮南郡太守、行南豫州事。齊武帝統治期間對外鎮諸王的監視管束很嚴苛，而執行者就是諸王長史、典籤等屬官，而蔡約前往上任前齊武帝也特意表達他欲借蔡約管制南豫州這個近藩的期許，但蔡約卻說：「南豫州接近京師，不加用心它本身都能管理好。臣也不是甚麼人，只像日月照耀下那把小火把那樣。」而蔡約任內和宜都王的關係也很融洽，任內亦曾負責修復被盜發的桓溫女兒墓葬。後轉任司徒左長史。
建武元年（494年），蔡約調任侍中。建武二年（495年）轉任西陽王蕭子明的撫軍長史，加冠軍將軍。不久蕭子明遭齊明帝殺害，遂以冠軍將軍改任廬陵王蕭寶源的右軍長史。後又先後轉任都官尚書及太子詹事，邵陵王蕭寶攸的王傅，加給事中。永元二年（500年）去世，享年四十四歲，朝廷追贈太常。

## 性格
- 蔡約在永明八年（490年）八月初一時曾因脫下武官官帽及佩劍在宮省中睡覺，睡到天亮也沒醒來，被彈劾而獲准以錢贖罪。他亦愛飲酒，明帝年間表現得淡泊世事[6]。
- 齊明帝蕭鸞廢黜鬱林王蕭昭業後以錄尚書事掌握實權，那時百官都會如見皇帝般脫鞋到席，只有蔡約堅持穿著鞋進去[7]。

## 延伸阅读
[在维基数据编辑]
 《南齊書·卷46》，出自萧子显《南齊書》